# 天体観測 (テレビドラマ)
『天体観測』（てんたいかんそく、英題：serchin' for my polestar）は、2002年7月2日から9月17日まで毎週火曜日22:00 - 22:54に、関西テレビと共同テレビの企画・制作により、フジテレビ系の「火曜22時」枠で放送された日本のテレビドラマ。全12話。主演は伊藤英明。主題歌は中島美嘉の「WILL」。
この作品は、2001年（放送前年）にヒットした、BUMP OF CHICKENの同タイトルの楽曲「天体観測」に着想を得ており、エンドロールには「inspired by the music of BUMP OF CHICKEN」と記されている。

## あらすじ
大学の天文サークルで出会い友情を育んだ7人の男女の、その後の生活を描いた物語。
大手企業に就職した狭山恭一（伊藤英明）と交際していた、教師を目指しながら予備校で講師を続ける沢村美冬（小雪）。IT企業の子会社を経営する木崎タケシ（オダギリジョー）と、彼と同棲を続ける井田有里（小西真奈美）。病気がちの妹を支えながら実家の魚屋を継ぐ長谷川健太（山崎樹範）。そんな彼らは25歳の夏、宮部聡美（田畑智子）の結婚式で再会する。そしてずっと海外で画家として放浪生活を続けていた川村友也（坂口憲二）も、帰国。7人はあの頃と変わっていない友情を確かめようとするが、タケシが誰に対しても妙にそっけない態度を取り続けていることを不審に思う。そんなある日、健太がタケシに薦められたサイトで出会った女性に貢いでいることが発覚。実はそのサイトは、タケシが経営する出会い系サイトの系列だった。タケシを真っ先に責める恭一だが、タケシは一向に反省する様子を見せない。そして健太は、サイトで出会った女性・有坂七重（長谷川京子）に、実際に逢いに行こうとする。

## キャスト
- 狭山恭一 - 伊藤英明
- 川村友也 - 坂口憲二
- 木崎タケシ - オダギリジョー
- 沢村美冬 - 小雪
- 宮部聡美 - 田畑智子
- 井田有里 - 小西真奈美
- 長谷川健太 - 山崎樹範
- 有坂七重 - 長谷川京子
- 松本アリス - 上原美佐
- 山田昇 - 小池徹平
- 松原茂樹 - 松重豊
- 吉田課長 - 神保悟志
- 雨宮部長 - 浅野和之
- 及川秘書 - 小木茂光
- 健太の父 - 山田明郷
- タケシの母 - 唐木ちえみ
- 予備校生 - 浅見れいな
- 予備校生 - 加藤明日美
- 橋本法子 - 秋本奈緒美
- 井上佐知子 - 木野花
- 長谷川琴美 - 岡田めぐみ
- 狭山てるみ - 大谷直子
- 山瀬 - 田中哲司
- 塾の講師 - 八嶋智人
- 朝比奈恭郎 - 児玉清

## スタッフ
- 脚本 - 秦建日子、渡辺千穂
- プロデューサー - 笠置高弘、森谷雄
- 演出 - 西谷弘、都築淳一、田澤直樹
- 制作 - 関西テレビ、共同テレビ

## 楽曲
挿入歌にはこの作品の構想の元となった「天体観測」をはじめとしたBUMP OF CHICKENの楽曲が多く使われており、特に第1話では多用されている。なお、「天体観測」は第12話（最終話）ではエンディングテーマとして使用された。
- 主題歌：中島美嘉「WILL」
- 挿入歌：BUMP OF CHICKEN「天体観測」「くだらない唄」「リトルブレイバー」「とっておきの唄」「ナイフ」「Opening」「ベストピクチャー」「リリィ」「Ever Lasting Lie」「Stage of the ground」「Title of mine」「メロディーフラッグ」「ベル」

## 放送日程
| 第1話                                                      | 2002年7月2日  | 再会   | 14.8% |
| 第2話                                                      | 2002年7月9日  | 青い絆 | 13.4% |
| 第3話                                                      | 2002年7月16日 | 告白   | 15.4% |
| 第4話                                                      | 2002年7月23日 | 秘密   | 11.4% |
| 第5話                                                      | 2002年7月30日 | キス   | 12.9% |
| 第6話                                                      | 2002年8月6日  | 裏切り | 13.2% |
| 第7話                                                      | 2002年8月13日 | 涙の夜 | 10.3% |
| 第8話                                                      | 2002年8月20日 | 迷路   | 12.0% |
| 第9話                                                      | 2002年8月27日 | 命の灯 | 10.8% |
| 第10話                                                     | 2002年9月3日  | 最終章 | 12.9% |
| 第11話                                                     | 2002年9月10日 | 友の死 | 11.9% |
| 最終話                                                     | 2002年9月17日 | 永遠   | 12.9% |
| 平均視聴率 12.7%（視聴率は関東地区・ビデオリサーチ社調べ） |               |        |       |

## 受賞
- 第34回ザテレビジョンドラマアカデミー賞[1]
  - ベストドレッサー賞（オダギリジョー）

## 備考
- よく7人が集まるバーの名前はjupiter。BUMP OF CHICKENの「天体観測」が収録されているアルバムの名前も『jupiter』である。
- 伊藤英明と坂口憲二は、2013年放送のテレビ朝日系木曜ドラマ『ダブルス〜二人の刑事』で11年ぶりに共演している。